# Gorka Verdugo
Gorka Verdugo Markotegui (født 4. november 1978) er en tidligere spansk professionel cykelrytter.